# Campeonato Paranaense de Futebol de 1924
O Campeonato Paranaense de 1924, foi a 10° edição do campeonato estadual, reuniu nove participantes, o Palestra Itália Futebol Clube conquistou seu primeiro título estadual , tendo dois vice-campeões o Coritiba e o Operário Ferroviário Esporte Clube de Ponta Grossa, quebrou a sequencia de seis títulos do Britânia Sport Club, e também a artilharia de seus atletas, sendo Francalassi o artilheiro do Palestra Itália Futebol Clube, Não houve Torneio Inicio, como nos campeonatos anteriores e marcou a estreia do Clube Atlético Paranaense, da fusão dos clubes América Futebol Clube (PR) e do Internacional Futebol Clube 

## Clubes Participantes
| Equipe                             | Cidade       | Região                           | No ano anterior | Estádio | Capacidade | Títulos                            | Participações |
| ---------------------------------- | ------------ | -------------------------------- | --------------- | ------- | ---------- | ---------------------------------- | ------------- |
| Britânia Sport Club                | Curitiba     | Região Metropolitana de Curitiba | Campeão         | --      | --         | 6 (1918, 1919,1920,1921,1922,1923) | 10            |
| Coritiba Foot Ball Club            | Curitiba     | Região Metropolitana de Curitiba | Quarto Lugar    | --      | --         | 1 (1916)                           | 10            |
| Paraná Sport Club                  | Curitiba     | Região Metropolitana de Curitiba | Sexto Lugar     | --      | --         | 0 (não possui)                     | 7             |
| Savóia Futebol Clube               | Curitiba     | Região Metropolitana de Curitiba | Quinto Lugar    | --      | --         | 0 (não possui)                     | 5             |
| Palestra Itália Futebol Clube      | Curitiba     | Região Metropolitana de Curitiba | Terceiro Lugar  | --      | --         | 0 (não possui)                     | 4             |
| Campo Alegre Esporte Clube         | Curitiba     | Região Metropolitana de Curitiba | Sétimo Lugar    | --      | --         | 0 (não possui)                     | 3             |
| Operário Ferroviário Esporte Clube | Ponta Grossa | Microrregião de Ponta Grossa     | Vice Campeão    | --      | --         | 0 (não possui)                     | 2             |
| Universal Esporte Clube            | Curitiba     | Região Metropolitana de Curitiba | Nono Lugar      | --      | --         | 0 (não possui)                     | 2             |
| Clube Atlético Paranaense          | Curitiba     | Região Metropolitana de Curitiba | Estreante       | --      | --         | 0 (não possui)                     | 1             |

- 1° Lugar Palestra Itália Futebol Clube
- 2° Lugar Operário Ferroviário Esporte Clube
- 2° Lugar Coritiba Foot Ball Club
- 3° Lugar Savoia Futebol Clube
- 4° Lugar Britânia Sport Club
- 5° Lugar Clube Atlético Paranaense
- 6° Lugar Campo Alegre Esporte Clube
- 7° Lugar Universal Esporte Clube
- 8° Lugar Paraná Sport Club

## Regulamento
1° Turno todos contra todos, em turno único, os quatro primeiros passavam para o 2° Turno. 
2° Turno Quadrangular final em turno único o vencedor enfrentaria o ganhador de Ponta Grossa
Decisão contra o ganhador de Ponta Grossa o Operário Ferroviário Esporte Clube

## Campeão
| Campeonato Paranaense de 1924           |
| --------------------------------------- |
| Palestra Itália Futebol Clube 1° Título |